# Кароль Станіслав Радзивілл (1669-1719)
Карл Станіслав Радзивілл (пол. Karol Stanisław Radziwiłł, *27 листопада 1669, Краків — †2 серпня 1719, Біла Підляська) — князь, магнат, державний і військовий діяч Великого Князівства Литовського Речі Посполитої. Представник роду Радзивіллів. Гетьман великий литовський, власник Несвізького замку. Небіж короля польсько-литовсько-руської держави Яна III Собеського. Ординат Несвіжу.

## Коротка біографія
Син Михайла Казимира Радзивілла та його дружини Катажини Собеської.
Навчався в Любліні, побував в Австрії, Італії, Франції, Нідерландах, Англії та Португалії.
Посол на сеймах. Під час Великої північної війни був прихильником Августа Сильного, намагався лавірувати між Августом II і Станіславом Лещинським. Ревний прихильник права і єдності земель. У боротьбі магнатських угруповань прагнув залишатися нейтральним, часто залагоджував чвари між магнатами.
Підтримував греко-католицьку церкву, заснував кілька парафіяльних церков, також монастир василіан (1700 р.) в Мірі (церква Св. Трійці, фундуш 1705 р.). Вважався одним з доброчинців василіян, але 27 вересня 1709 р. видав заборону селянам навчатись у них. В 1716 р. сприяв переїзду до Бялої-Подляської сестер-милосердниць (шариток), довірив їм шпиталь та виховний заклад. Фундатор костелу в Налибоках (1704 р.), сприяв будівництву кляштору домініканців та костелу св. Хреста в Несвіжі (фундація батька 1673 р.), будівництву єзуїтами другого колегіуму в Несвіжі (1686—1688 р.), у 1699 р. передав їм привезені з Риму мощі святого Вінцентія. В Супрасльському «Літургіконі» міститься його портрет роботи Леонтія Тарасевича. У 1690 р. надав кошти для будівництва дерев'яних церкви та монастиря василіян у Бялій-Подляській, які були збудовані на місці церкви з 16 ст. (сейм затвердив фундацію у 1690 р.).

### Посади
- великий канцлер литовський з 1698,
- підканцлер литовський з 1690,
- конюший великий литовський з 1686,
- стольник великий литовський з 1685,
- тіун віленський.

Кавалер ордена Білого Орла.
Помер після тривалої хвороби, був похований в Несвіжі 10 липня 1720 р.